# Mona Tougaard
Mona Tougaard (født 3. april 2002) er en dansk model. Siden 2024 har Tougaard været på "Top 50" på models.com.  Tougaard har været på forsiden af Vogue UK, Italia og France.

## Tidlig liv
Mona Tougaard blev født i Aarhus af en tyrkisk-dansk far og en somalisk-etiopisk mor. Hun har to ældre søskende fra sin mors tidligere ægteskab. Hendes mor døde, da hun var ni år gammel. Hun blev scoutet som 12-årig og vandt Elite Model Look konkurrencen i Danmark, da hun var 15 år gammel. Hun blev finalist i den globale konkurrence.

## Karriere
Tougaard blev scoutet, da hun var 12 år gammel i Aarhus og tre år senere vandt hun konkurrencen, Elite Model Look i Danmark.
Tougaard fik sin debut som en Prada eksklusiv i 2019. Mellem to sæsoner gik hun for Loewe og Fendi, og gik også for Chanel, Louis Vuitton, Stella McCartney, Valentino, Miu Miu, Versace, Burberry, Dior, Victoria Beckham, Max Mara, Lanvin (som hun lukkede), Salvatore Ferragamo, Alberta Ferretti, Givenchy, Dries Van Noten, Paco Rabanne, Chloé og Saint Laurent blandt 40 shows. Senere var hun i Prada og Miu Miu F/W 19-kampagnen.
Hun har været i reklamer for Prada, Louis Vuitton, Loewe, Chanel, Max Mara, Chloé og Ports 1961. Hun optrådte på forsiden af i-D's "Post Truth Truth-opslag" med bidrag fra den amerikanske model Adesuwa Aighewi.
Til F/W 2019-sæsonen anså models.com hende for at være en "top-nykommer", med Vogue bemærket, hun "vandt Paris Fashion Week og landede næsten alle de vigtigste shows". Hun blev også "breakout stjerne" i models.com's "Model of the Year Awards". I øjeblikket er hun en af "Top 50"-modeller på models.com.
Hun var på forsiden af Vogue UK i april 2021 og på Vogue Italia i august 2021. Både hun og den somalisk-amerikanske model, Ugbad Abdi, var på forsiden af Vogue France i august 2022.
I 2023 var Tougaard på forsiden af Vogue UK og Vogue Italia. For sæsonen F/W 2023 gik Tougaard 39 shows og bookede reklamekampagner, og for S/S 24 sæsonen gik Tougaard 22 shows.